# The Dam Busters (computerspel)
The Dam Busters is een computerpuzzelspel uit 1984 ontwikkeld door Sydney Development en uitgegeven door U.S. Gold. Het spel is een vliegtuigsimulatie die zich in de Tweede Wereldoorlog afspeelt. In het spel worden Dam Busters gebruikt, die in de oorlog werden ingezet om dammen en andere strategische doelen op te blazen. Het spel is los gebaseerd op Operatie Chastise.

## Platforms
| Jaar | Platform                                |
| ---- | --------------------------------------- |
| 1984 | Coleco Adam, ColecoVision, Commodore 64 |
| 1985 | Apple II, DOS, MSX, ZX Spectrum         |
| 1986 | Amstrad CPC, PC-98                      |

## Ontvangst
Het spel werd wisseld ontvangen:
| Beoordeeld door             | Jaar | Platform     | Score |
| --------------------------- | ---- | ------------ | ----- |
| Sinclair User               | 1985 | ZX Spectrum  | 100%  |
| Tilt                        | 1985 | Commodore 64 | 100%  |
| Computer Gamer              | 1986 | Amstrad CPC  | 70%   |
| Computer Gaming World (CGW) | 1991 | Apple II     | 30%   |
| Computer Gaming World (CGW) | 1991 | DOS          | 30%   |
| Computer Gaming World (CGW) | 1991 | Commodore 64 | 25%   |
| The Video Game Critic       | 2000 | ColecoVision | 0%    |